# Pedaeosaurus
Pedaeosaurus — викопний рід тероцефалових терапсид. Скам'янілості були знайдені у формації Fremouw на півдні Трансантарктичних гір Антарктиди. Pedaeosaurus традиційно класифікується як скалопозаврид, а нещодавно як ериціолацертид, близький до Ericiolacerta (також із формації Fremouw).